# 赫利尼扬卡 (日托米尔州)
50°22′26″N 27°22′27″E / 50.37389°N 27.37417°E
赫利尼扬卡（烏克蘭語：Глинянка），2016年前称皮亚蒂里奇卡（烏克蘭語：П'ятирічка），是烏克蘭北部的村莊，隸屬日托米爾州的茲維亞赫爾區。該村面積6平方公里，海拔高度229米，2001年人口212，人口密度每平方公里35.33人。